# Darrers
Darrers Stores was een warenhuis- en supermarktmerk met vestigingen in Waterford, Dungarvan, Tramore en Carlow, in Ierland. De keten opereerde zowel als kruidenier als textielhandelaar en wordt verondersteld een van de eerste Ierse winkels te zijn die een gratis plastic boodschappentas introduceerde.

## Geschiedenis
William Desmond "Des" Darrer opende in 1944 voor het eerst een winkel in samenwerking met Ben Dunne in Cork, bekend als Dunnes Stores. Het eerste filiaal van wat later Darrers zou worden, werd op 8 augustus 1946 in Cathedral Street in Waterford geopend door Darrer en Dunne, onder de naam Dunnes Stores. Het partnerschap tussen Dunne en Darrer werd in 1952 ontbonden, waarbij Darrer de enige eigenaar werd van de winkel in Waterford, die vervolgens werd omgedoopt tot Darrers. Eind jaren 1960 werd er nog een vestiging in Waterford geopend aan George's Street. Een terrein genaamd Hennebry's Yard werd gekocht en opgenomen in de winkelruimte, die op het hoogtepunt 3.700 m² besloeg, verdeeld over drie verdiepingen. De winkel in Carlow werd geopend op 19 november 1965, met Brendan Darrer als manager. Na zijn dood in 1967 nam Brendan de leiding van de winkel in Waterford over van zijn vader. Michael Darrer leidde het filiaal van de keten in Tramore. Zowel de winkels in Dungarvan als in Tramore waren pioniers op het gebied van thuisbezorging en waren de eerste lokale bedrijven die laat op de avond winkelen introduceerden, waarbij ze tot 21.00 uur open bleven. 
De winkels in Dungarvan en Carlow sloten in 2007, toen het bedrijf in juni van dat jaar werd ontbonden. Het volgde op de sluiting van de winkel in Waterford in 1995. 
Darrers was naar verluidt een van de eerste winkels die het concept van een gratis plastic boodschappentas introduceerde. In sommige delen van Waterford en Carlow werd "Darrers Bag" een synoniem voor "plastic boodschappentas", en behield de meme-status na de sluiting van de winkel. 